# Massacre de Tianjing
 (juin 2021).
Si vous disposez d'ouvrages ou d'articles de référence ou si vous connaissez des sites web de qualité traitant du thème abordé ici, merci de compléter l'article en donnant les références utiles à sa vérifiabilité et en les liant à la section « Notes et références ».
À ne pas confondre avec le massacre de Tianjin (et non Tianjing), qui eut lieu en Chine en 1870.

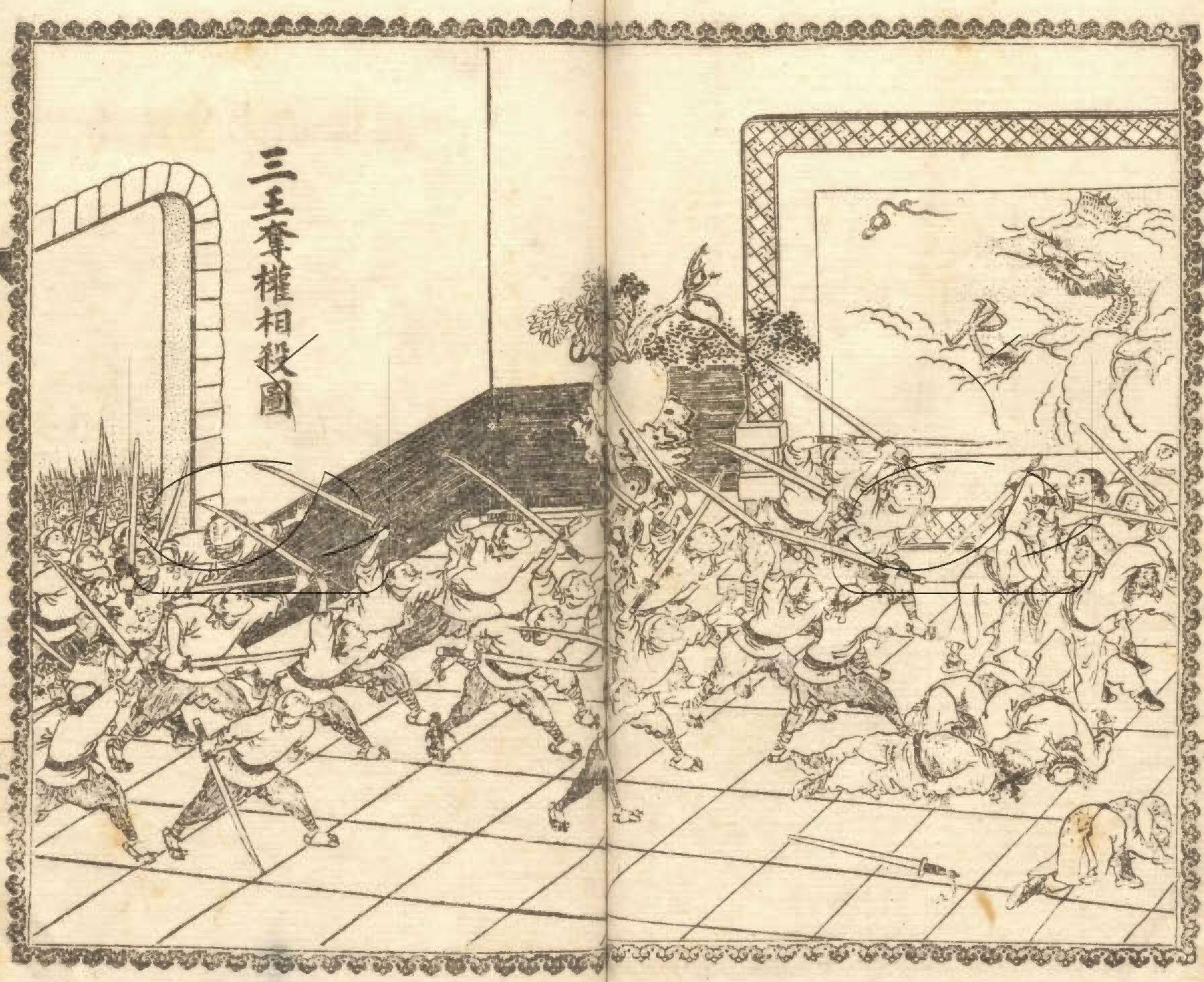
Le massacre de Tianjin en 1856.

Le massacre de Tianjing (chinois traditionnel : 天京事變 ; pinyin : tiānjīng shìbiàn ; litt. « Incident de Tianjing » ou 天京之變, tiānjīng zhī biàn) eut lieu à Nankin (rebaptisé Tianjing, « Capitale Céleste » par les Taiping) en septembre-octobre 1856 en Chine.
Au cours de cette période a lieu une série d'assassinats entre les principaux chefs de la Révolte des Taiping, considérée comme la plus grande guerre civile de l'histoire, avec, selon les différentes estimations 20 à 30 millions de morts.
Ce massacre fut le point de départ de la désagrégation du mouvement Taiping, mettant fin à l'unité de la révolte, qui y perdit de plus ses meilleurs généraux.
Ce fut donc probablement le moment crucial où la guerre a basculé en faveur de la dynastie Qing.

## Protagonistes
Le massacre de Tianjing implique les principaux chefs de la Révolte des Taiping, et en particulier :
- Yang Xiuqing, le « Roi de l'Est », qui sera assassiné, car il accapare de plus en plus  le pouvoir depuis déjà plusieurs années, et il prévoit sans doute de s'emparer de son trône. 
Au cours de ses transes mystiques, il déclare parler « au nom de Dieu le Père », ce qui rend alors ses décisions sans appel ; il est détesté par Wei Changhui et Qin Rigang ;
- Hong Xiuquan, le « Roi Céleste », et chef suprême des Taiping, qui va se défaire de Yang Xiuqing, dont l'ambition démesurée lui porte ombrage, et lui fait maintenant craindre pour sa vie ;
- Wei Changhui, le Roi du Nord, qui déteste Yang Xiuqing, qui l'avait fait fouetter au nom de Dieu le Père. Yang Xiuqing l'obligeait également à se courber devant lui lorsqu'il parlait au nom de Dieu[1] ; il assassina Yang Xiuqing et ses partisans, mais sera assassiné à son tour par Hong Xiuquan ;
- Shi Dakai, Roi de Yi, dont le beau-père avait été fouetté sur ordre de Yang Xiuqing, et dont la femme et les enfants seront massacrés par Wei Changhui lors des incidents, après que Wei Changhui a tenté  de l'assassiner lui-même ;
- Qin Rigang, humilié par Yang Xiuqing, qui l'avait fait fouetter au nom de Dieu le Père, et dont il devait parfois aider à porter la chaise à porteurs[1]. Il participe à l'assassinat aux côtés de Wei Changhui[2] ;
- Chen Chenyong, oncle du fameux général Chen Yucheng, et lui-même secrétaire de Hong Xiuquan[réf. nécessaire]. Fouetté lui aussi sur ordre de Yang Xiuqing, c'est lui qui convaincra Hong Xiuquan qu'Yang Xiuqing prépare un coup d'État, où il a l'intention de tuer Hong lui-même pour s'emparer du pouvoir.

## Causes de tension entre les protagonistes
- Divergences stratégiques entre les partisans d'attaquer les Qing au nord (Pékin), position que défendent Wei Changhui et Qin Rigang, et partisans de se borner à la région de Nankin (point de vue défendu par Yang Xiuqing)[réf. nécessaire].

- Ambition folle de Yang Xiuqing : En août 1856, Yang Xiuqing (parlant au nom de Dieu le Père) demande au Roi Céleste Hong Xiuquan, chef suprême des Taiping, de lui décerner, à lui et à son fils, le titre de « Seigneur des Dix Mille Ans »,  identique au titre de Hong Xiuquan. C'était là revendiquer l'égalité avec Hong Xiuquan, puisque jusque-là, Yang Xiuqing n'était que « Seigneur des Neuf Mille Ans »[3]. Sur le moment, Hong semble acquiescer.

- Jalousie de Hong Xiuquan face aux prétentions de Yang Xiuqing, qui se prétendait porte-parole privilégié de Dieu le Père, allant jusqu'à déclarer en 1853 que, en tant que représentant de Dieu, il allait punir Hong Xiuquan de 40 coups (de fouet), pour avoir donné des coups de pied à des concubines de son harem alors qu'elles étaient enceintes[4],[5].

Lorsque Chen Chenyong explique à Hong Xiuquan qu'Yang Xiuqing prépare en réalité un coup d’État, Hong Xiuquan rappelle immédiatement ses plus fidèles généraux, Wei Changhui, Qin Rigang, et Shi Dakai.

## Le meurtre de Yang Xiuqing
- Wei Changhui et Qin Rigang reviennent précipitamment. Ils sont à Nankin le 1er septembre 1856, et décident de ne pas attendre Shi Dakai, qui, compte tenu de son éloignement, n'arrivera qu'en octobre. En effet, Yang Xiuqing a 6 000 soldats loyaux prêts à la défendre tout près de Nankin, et attendre serait folie.

- Ils décident donc de passer tout de suite à l'action, et d'assassiner Yang Xiuqing tout de suite.

- Dans la nuit du 1er au 2 septembre 1856, ils pénètrent en force chez Yang Xiuqing, et le tuent  avant qu'il n'ait eu le temps de s'enfuir.
Mais, en dépit de ce qui avait été prévu avec Hong Xiuquan, ils massacrent aussitôt la famille de Yang Xiuqing ainsi que toute sa suite[6].

## Massacres en série
- Hong Xiuquan, furieux (ou faisant semblant d'être furieux) les condamne à 400 coups de fouet en public pour avoir outrepassé ses ordres. Les 6 000 hommes de Yang Xiuqing sont conviés au spectacle, mais doivent laisser leurs armes à l'entrée du palais. Ils sont aussitôt arrêtés, puis massacrés[7].

- Sous l'impulsion de Wei Changhui, le massacre continue alors pendant deux à trois mois, tuant au total de 20 000 à 30 000 partisans de Yang Xiuqing, ou adversaires potentiels de Wei Changhui.

- Début octobre, Shi Dakai arrive enfin. Il reproche amèrement à Wei Changhui de s'être livré à de pareils excès ; Wei réagit très mal. Shi Dakai n'a que le temps de s'enfuir, car le soir même de leur rencontre, Wei Changhui donne l'assaut à la maison de Shi Dakai et massacre sa femme, ses enfants et toute sa suite.

## Vengeance de Shi Dakai
- Shi Dakai, général brillant, rassemble 100 000 hommes avec lesquels il marche sur Nankin, et exige de Hong Xiuquan la tête de Wei Changhui et de Qin Rigang. N'ayant pas d'autre issue, Hong Xiuquan fait décapiter Wei Changhui le 2 novembre, puis Qin Rigang et Chen Chengyong ; il envoie la tête de Wei à Shi Dakai[8]. Chen Chenyong est également exécuté sur ordre de Hong Xiuquan.

## Conséquences du massacre de Tianjing
Elles sont catastrophiques pour les Taiping :
- Perte définitive de Wuhan : Wuhan en effet était défendue vaillamment par Wei June (韋俊), fils du frère de Wei Changhui. Quand il apprit que son oncle avait été massacré, il abandonne Wuhan à son sort en décembre 1856, avant de se rendre à l'armée Qing[réf. nécessaire] ;
- Déstabilisation définitive du haut commandement des Taiping : Hong Xiuquan n'a désormais plus confiance qu'en ses deux frères, qu'il nomme comme Rois pour faire contrepoids à Shi Dakai ;
- Départ de Shi Dakai : écœuré par la situation et la méfiance dont Hong Xiuquan fait montre à son égard - alors qu'il l'avait pourtant nommé Conseiller Militaire (軍師) (en pratique, général en chef) en remplacement de Yang Xiuqing - Shi Dakai quitte définitivement les Taiping, accompagné de son armée ;
- Nouvelle chance pour l'armée de Xiang : au moment de l'incident, Zeng Guofan, son général, était cerné sur lac Poyang (au sud du Yangzi Jiang) par les troupes Taiping. Utilisant des cordages pour barrer l'entrée du lac, les Taiping coupèrent en deux la flotte de jonques de guerre Qing et commencèrent à les couler. Zeng Guofan désespérait de la situation, quand il vit toutes les troupes Taiping se retirer, à cause du massacre de Tianjing[9][réf. nécessaire] ;
- Abandon définitif de toute tentative d'attaque vers le nord (Pékin).